# Angoville
Angoville (ɑ̃.ɡɔ.vilⓘ) era una comuna francesa situada en el departamento de Calvados, en la región de Normandía. Desde el 1 de enero de 2019 es una comuna delegada de Cesny-les-Sources.

## Historia
El 1 de enero de 2019 pasó a ser una comuna delegada de la comuna nueva de Cesny-les-Sources al fusionarse con las comunas vecinas de Acqueville, Cesny-Bois-Halbout, Placy y Tournebu.

## Demografía
| 64 | 51 | 45 | 40 | 29 | 30 | 23 |
| Para los censos de 1962 a 1999 la población legal corresponde a la población sin duplicidades (Fuente: INSEE [Consultar]) |    |    |    |    |    |    |